# Svezia ai XXII Giochi olimpici invernali
La Svezia ha partecipato ai XXII Giochi olimpici invernali svoltisi dal 7 al 23 febbraio 2014 a Soči in Russia, con una delegazione composta da 99 atleti, di cui 56 uomini e 43 donne, impegnati in 9 discipline. Il bottino è stato di due medaglie d'oro, sette d'argento e sei di bronzo, che hanno fruttato il quattordicesimo sesto posto nel medagliere complessivo per nazioni. Le due medaglie d'oro sono venute dallo sci di fondo, dove la Svezia ha vinto sia la staffetta maschile che quella femminile. Portabandiera alla cerimonia d'apertura è stato il trentaseienne Anders Södergren, alla sua terza Olimpiade.

## Medaglie

### Medagliere per discipline
| Sport        | Oro | Argento | Bronzo | Totale |
| ------------ | --- | ------- | ------ | ------ |
| Sci di fondo | 2   | 5       | 4      | 11     |
| Curling      | 0   | 1       | 1      | 2      |
| Hockey       | 0   | 1       | 0      | 1      |
| Freestyle    | 0   | 0       | 1      | 1      |
| Totale       | 2   | 7       | 6      | 15     |

### Medaglie d'oro
| Medaglia | Nome                                                       | Sport        | Evento              |
| -------- | ---------------------------------------------------------- | ------------ | ------------------- |
| Oro      | Anna Haag Ida Ingemarsdotter Charlotte Kalla Emma Wikén    | Sci di fondo | Staffetta femminile |
| Oro      | Marcus Hellner Lars Nelson Johan Olsson Daniel Richardsson | Sci di fondo | Staffetta maschile  |

### Medaglie d'argento
| Medaglia | Nome | Sport              | Evento              |
| -------- | --- | ------------------ | ------------------- |
| Argento  | Charlotte Kalla | Sci di fondo       | 10 km femminile     |
| Argento  | Charlotte Kalla | Sci di fondo       | Skiathlon femminile |
| Argento  | Johan Olsson | Sci di fondo       | 15 km maschile      |
| Argento  | Marcus Hellner | Sci di fondo       | Skiathlon maschile  |
| Argento  | Teodor Peterson | Sci di fondo       | Sprint maschile     |
| Argento  | Christina Bertrup Agnes Knochenhauer Maria Prytz Margaretha Sigfridsson Maria Wennerström | Curling            | Torneo femminile    |
| Argento  | Daniel Alfredsson Jonas Gustavsson Gustav Nyquist Nicklas Bäckström Carl Hagelin Johnny Oduya Patrik Berglund Niklas Hjalmarsson Daniel Sedin Alexander Edler Marcus Johansson Jakob Silfverberg Oliver Ekman-Larsson Erik Karlsson Alexander Steen Jhonas Enroth Niklas Kronwall Henrik Tallinder Jimmie Ericsson Marcus Krüger Henrik Zetterberg Jonathan Ericsson Gabriel Landeskog Loui Eriksson Henrik Lundqvist | Hockey su ghiaccio | Torneo maschile     |

### Medaglie di bronzo
| Medaglia | Nome                                                                      | Sport        | Evento                     |
| -------- | ------------------------------------------------------------------------- | ------------ | -------------------------- |
| Bronzo   | Daniel Richardsson                                                        | Sci di fondo | 15 km maschile             |
| Bronzo   | Emil Jönsson                                                              | Sci di fondo | Sprint maschile            |
| Bronzo   | Ida Ingemarsdotter Stina Nilsson                                          | Sci di fondo | Sprint a squadre femminile |
| Bronzo   | Emil Jönsson Teodor Peterson                                              | Sci di fondo | Sprint a squadre maschile  |
| Bronzo   | Anna Holmlund                                                             | Freestyle    | Ski cross femminile        |
| Bronzo   | Niklas Edin Oskar Eriksson Sebastian Kraupp Viktor Kjäll Fredrik Lindberg | Curling      | Torneo maschile            |